# Pustosersk

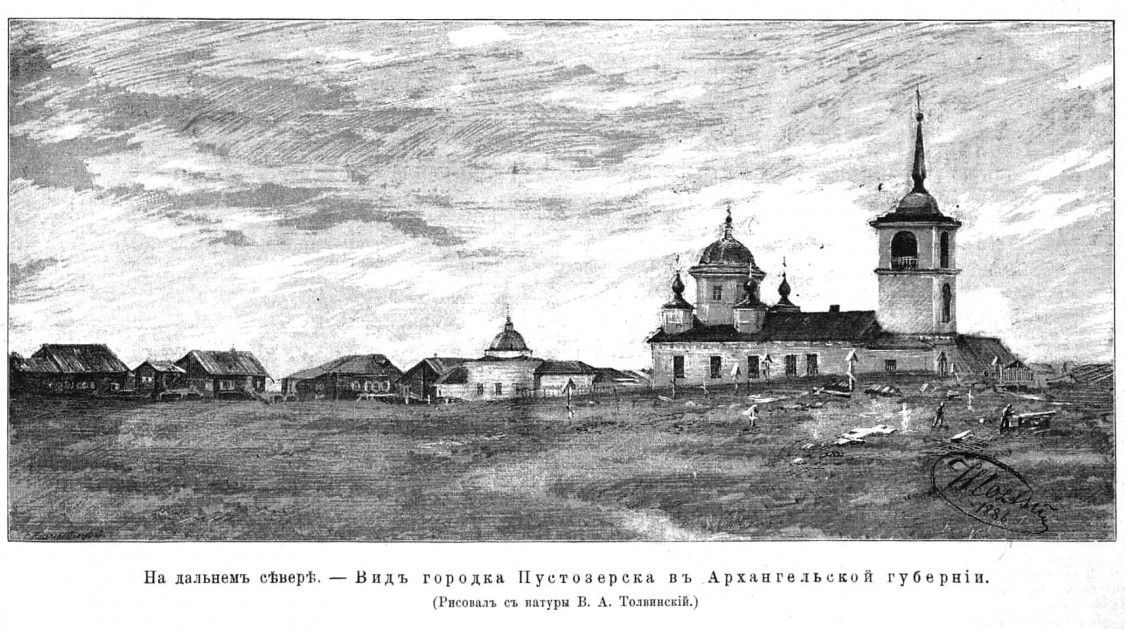
Pustosersk (1886)

Pustosersk (russisch Пустозерск, auch Pustosjorsk, Пустозёрск) ist eine ehemalige Stadt an der Petschora auf dem heutigen Gebiet des Autonomen Kreises der Nenzen in Nordrussland.

## Geographie
Pustosersk lag nahe einem Arm der Petschora, etwa 100 Kilometer von der Mündung in das Nordpolarmeer entfernt am westlichen Ufer des Pustoje-Sees, welcher der Stadt den Namen gab (Pustoje osero bedeutet auf Russisch „leerer See“; heute heißt der See Gorodezkoje-See). Die Stadt lag jenseits des Polarkreises bei 67° 32′ 0″ N, 52° 35′ 0″ O, etwa 20 Kilometer südwestlich des heutigen Narjan-Mar. Drei Kilometer nordöstlich liegt heute am anderen Seeufer das kleine Dorf Ustje (50 Einwohner), das zum Dorfsowjet Telwissotschny gehört.

## Geschichte
Pustosersk wurde im Herbst des Jahres 1499 auf Anweisung des Zaren Iwan III. als erste russische Stadt jenseits des Polarkreises und Vorposten Moskowiens an dessen nordöstlicher Grenze gegründet.
Vom 16. bis zum 18. Jahrhundert war der Ort Verwaltungs-, Wirtschafts- und kulturelles Zentrum des Petschoragebietes zwischen Barentssee und Wytschegda, Ural und Mesen. In dieser Zeit spielte Pustosersk eine wichtige Rolle bei der Eroberung des hohen Nordens und Sibiriens. Von hier aus wurden Expeditionen auf die arktischen Inseln, wie Spitzbergen und Nowaja Semlja, sowie zu den Mündungen der großen sibirischen Flüsse unternommen.
1665 wurde ein Ostrog errichtet. Im 17. und 18. Jahrhundert wurde Pustosersk als Verbannungsort für missliebige Personen genutzt, darunter von Teilnehmern der Aufstände unter Stenka Rasin und Kondrati Bulawin sowie der Anhänger von Awwakum. Letzterer wurde dort am 14. April 1682 auf dem Scheiterhaufen verbrannt.
Die Aufgabe des Seeweges nach Sibirien zugunsten der südlichen Landroute über den Ural ließ die Bedeutung der Stadt ab der Mitte des 17. Jahrhunderts allmählich sinken. Der Ort wurde zum kleinen Dorf, blieb jedoch bis in das 20. Jahrhundert bewohnt. Schließlich wurde er 1954 von den letzten Einwohnern verlassen.
1964 wurde eine Gedenkstelle errichtet, 1989 ein hölzernes Denkmal an Stelle der Verbrennung Awwakums. Am 4. Dezember 1974 wurden die Überreste der Stadt zum Archäologischen Denkmal erklärt, welches inzwischen andere Flächen in der Umgebung einschließt und seit 1990 eine Fläche von 7387 Hektar einnimmt. 1991 wurde im nahe gelegenen Dorf Ustje das Pustosersker Komplexe Historische und Naturmuseum (Пустозёрский комплексный историко-природный музей) gegründet.